# Таемьо
Таемьо (бирм. သရက်မြို့, MLCTS = sarak mrui.) — город в центральной части Мьянмы, на территории административного округа Магуэ. Административный центр одноимённого района.

## Географическое положение
Город находится в южной части провинции, на правом берегу реки Иравади, на расстоянии приблизительно 100 километров к западу-юго-западу (WSW) от столицы страны Нейпьидо. Абсолютная высота — 7 метров над уровнем моря.

## Население
По оценочным данным 1993 года, население составляло 46 361 человека.
Динамика численности населения города по годам:
| 1993   | 2013    |
| ------ | ------- |
| 46 361 | 113 870 |

## Транспорт
Сообщение Таемьо с другими городами осуществляется посредством автомобильного и речного транспорта.
Ближайший аэропорт расположен в городе Пьи.